# رویارویی موفقیت‌آمیز
رویارویی موفقیت‌آمیز (انگلیسی: A Lucky Strike) یک فیلم کمدی صامت کوتاه به کارگردانی آرتور هاتلینگ است که در سال ۱۹۱۵ منتشر شد. از بازیگران این فیلم می‌توان به اولیور هاردی، می هاتلی، جرالد تی. هِـوِنـِر و ریموند مک‌کی اشاره کرد.